# Sounding the Seventh Trumpet
Sounding the Seventh Trumpet este albumul de debut al trupei americane de heavy metal, Avenged Sevenfold. Albumul a fost lansat la data de 31 ianuarie 2001 de către casa de discuri Good Life Recordings 

## Lista cântecelor
| Nr.             | Titlu                                                                 | Lungime |  |
| 1.              | „To End the Rapture”                                                  | 1:24    |  |
| 2.              | „Turn the Other Way”                                                  | 5:40    |  |
| 3.              | „Darkness Surrounding”                                                | 4:53    |  |
| 4.              | „The Art of Subconscious Illusion” (colaborare cu Valary DiBenedetto) | 3:45    |  |
| 5.              | „We Come Out at Night”                                                | 4:46    |  |
| 6.              | „Lips of Deceit”                                                      | 4:09    |  |
| 7.              | „Warmness on the Soul”                                                | 4:19    |  |
| 8.              | „An Epic of Time Wasted”                                              | 4:18    |  |
| 9.              | „Breaking Their Hold”                                                 | 1:11    |  |
| 10.             | „Forgotten Faces”                                                     | 3:26    |  |
| 11.             | „Thick and Thin”                                                      |         |  |
| 12.             | „Streets”                                                             |         |  |
| 13.             | „Shattered by Broken Dreams”                                          |         |  |
| Lungime totală: | Lungime totală:                                                       | 53:12   |  |